# Аманов, Нурджан
Нурджан Аманов — советский хозяйственный и политический деятель.

## Биография
Родился в 1913 году в ауле Гасан-Кули. Член КПСС.
Окончил Туркменскую республиканскую партийную школу.
В 1937—1949 гг. — редактор Туркменгосиздата, собственный корреспондент газеты «Совет Түркменистаны», заместитель редактора, главный редактор красноводской областной газеты, заместитель главного редактора газеты «Совет Түркменистаны».
В 1949—1953 гг. — председатель комитета радиофикации при Совете Министров Туркменской ССР, заведующий отделом науки и культуры ЦК КП Туркмении.
В 1955—1963 гг. — главный редактор республиканской газеты «Совет Туркменистаны».
В 1963—1971 гг. — председатель Государственного комитета Туркменской ССР по печати, председатель Государственного комитета Туркменской ССР по телевидению и радиовещанию.
Избирался депутатом Верховного Совета Турменской ССР 5-8-го созывов.
Умер в 1971 году в Ашхабаде.

## Награды
- Орден Трудового Красного Знамени
- Орден Знак Почёта (дважды)